# 巴斯庫爾

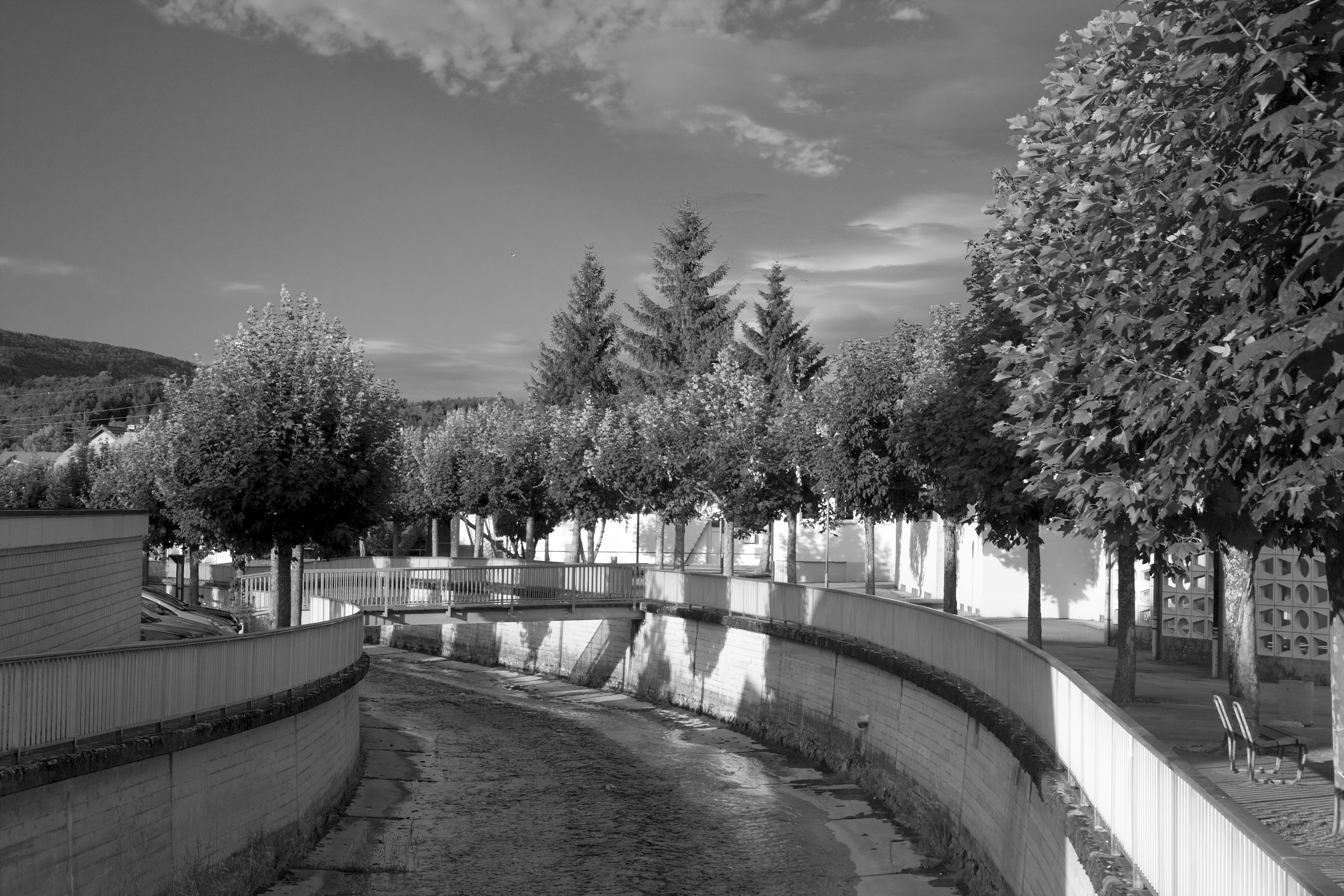

巴斯庫爾是瑞士的城鎮，位於該國西北部，由汝拉州負責管轄，面積15.56平方公里，海拔高度477米，2011年人口3,439，八成人口信奉羅馬天主教，人口密度每平方公里221人。

## 外部連結
- Official website （页面存档备份，存于） （法文）